# Dom Dayau
Dominique Dayau est un ancien commandant de police judiciaire et auteur de romans policiers, il vit dans la région bordelaise.

## Publications
- Bouquet garni (Mollat, 2005)
- Histoires peu ordinaires à Biarritz (Elytis, 2006)
- Histoires peu ordinaires à Montmartre (Elytis, 2007)
- Lire ? Arrête ! (Elytis, 2008)
- Serial Piqueur (Elytis, 2009)
- Délires taurins (éditions Cairn, 2011)
- Toilettes de flic (Elytis, 2011)
- Le 13e choc (Éditions Vents salés, 2017)
- Choc en retour (Éditions Vents salés, 2018)
- Un grain de sable dans la dune : Pilat été 1935 (éditions Cairn, 2020)
- Trognons d'choux (Les plumes de Célestin, 2022)
- Bassin d'Arcachon, l'Éternel (éditions Cairn, 2023)